# Welshpool Town
Welshpool Town is een voetbalclub uit Wales die is opgericht in 1878. De club komt uit in de League of Wales en speelt zijn thuiswedstrijden op Maes Y Dre Recreation Ground (1000 plaatsen) in Welshpool.

## Geschiedenis
In 1885 mocht het team voor het eerst deelnemen aan de Welsh Cup, maar dat liep niet bepaald vlekkeloos: Oswestry White Stars (toenmalig titelhouder) won met 0-8. In de daaropvolgende jaren nam Welshpool onder meer deel aan de Shrosshire League, maar trok zich rond aan het begin van de twintigste eeuw terug uit het competitievoetbal (naar alle waarschijnlijkheid omdat de reiskosten te hoog werden).
Wat de ploeg na 1910 precies heeft gedaan in competitieverband is onduidelijk. Pas in 1921 duikt de club weer op als lid van de National League. In dat jaar wist de club de titel in de Central Section te winnen, maar promoveerde het niet. Pas in 1925 stroomde de ploeg door naar de First Division (North), met dank aan de tweede plaats in de competitie achter Llanidloes Town. In de eerste divisie wist de ploeg echter geen noemenswaardige prestatie neer te zetten en in 1929 volgde degradatie naar de Mid-Wales League. Daar bivakkeerde de ploeg tot midden jaren dertig. Eens te meer is het onbekend wat er in de daaropvolgende jaren gebeurde. Toen het voetbal werd gereorganiseerd na de Tweede Wereldoorlog speelde Welshpool twee seizoen in de Mid-Wales League, waarna in 1949 werd overgestapt naar de Welsh National League (Wrexham Area).
Op dat niveau lukte het Welshpool wel te presteren. Na kampioenschappen in 1955, 1957, 1962 en 1965 werd in 1966 eens te meer een overstap gemaakt; ditmaal terug naar de Mid-Wales League. Ook dit keer legde het de club geen windeieren. Tussen 1968 en 1980 wonnen de Lillywhites zeven kampioenschappen, vijf League Cup's en vijf Central Wales FA Cup's. In 1972 werd tevens de Welsh Amateur Cup veroverd na een 1-0-overwinning op Aberystwyth Town. Dit kunstje werd herhaald in 1977 (4-1 winst op Whitchurch Airport), 1983 (4-3 tegen Brymbo Steelworks) en 1984 (1-0-overwinning op Caersws FC, na eerder met 1-1 gelijk te hebben gespeeld).
In 1990 nam Welshpool als medeoprichter deel aan de nieuwe Cymru Alliance, waarin een 7e plaats werd behaald. Na een superieur seizoen in 1991-92 pakte de ploeg eigenlijk de titel, met 12 punten voorsprong op de achtervolgers. Maar na afloop van het seizoen kreeg Welshpool maar liefst 66 punten in mindering voor het opstellen van een geschorste speler uit Engeland. Hierdoor zakte de club weg naar de onderste regionen van de competitie en ging de titel naar Caersws FC.
Ondanks die enorme teleurstelling werd het jaar daarop de tweede plaats behaald achter Llansantffraid. Met promotie naar de League of Wales als doelstelling werd die lijn doorgezet en werd in 1994 eens te meer een tweede plaats binnengehaald. Dit leverde weer geen promotie op, maar die teleurstelling werd verzacht door het winnen van de League Cup (2-1 tegen Rhyl, kampioen van de Cymru Alliance voor Welshpool). 1994-95 pakte minder florissant uit na de negende plaats, maar het jaar wist Welshpool Town eindelijk te promoveren, hoewel de ploeg opnieuw als tweede was geëindigd. Kampioen Oswestry Town mocht echter niet door naar de League of Wales, omdat hun faciliteiten niet aan de eisen voldeden. Zo kon Welshpool Town AFC alsnog promoveren. De clubnaam werd nu ingekort tot Welshpool Town. Met pijn en moeite werd in het eerste seizoen degradatie ontlopen. Het seizoen erop verliep niet veel beter en de ploeg streed voortdurend tegen enkele andere clubs om niet te degraderen. Uiteindelijk werd de ploeg 17e, wat directe degradatie inhield.
In de jaren daarna had de ploeg de nodige tijd nodig zichzelf te hervinden. Desondanks werden er wel enkele prijzen gepakt: de League Cup (1999), de Central Wales Cup (1999 en 2002) en de Montgomeryshire Cup (1999)
In het seizoen 2002-03 keerde de ploeg weer terug, zonder succes. Officieel had de ploeg moeten degraderen door het eindigen op de 17e plaats, maar daar ging de club tegen in beroep. Omdat er geen ploeg promoveerde uit de Welsh Football League (wegens slechte faciliteiten van de kampioen Neath AFC) mocht Welshpool Town in de League of Wales blijven. Het jaar daarop verliep iets beter met de 15e positie en in 2005 werd de beste prestatie op het hoogste niveau ooit behaald: 9e.

### Prijzen
- Kampioen Cymru Alliance (1): 2002
- Winnaar Welsh League Cup (7): 5 keer tussen 1968-1980, 1994 en 1999
- Winnaar Mid-Wales League: (7): 7 keer tussen 1968-1980
- Winnaar Central Wales FA Cup: (7): 5 keer tussen 1968-1980, 1999 en 2002
- Winnaar Welsh National League (Wrexham Area) (4): 1955, 1957, 1962 en 1965
- Winnaar Welsh Amateur Cup (4): 1972, 1977, 1983 en 1984
- Winnaar Montgomeryshire Cup (1): 1999